# Vive Targi Kielce
Vive Tauron Kielce (KS Vive Tauron Kielce) é um clube de handebol de Kielce, Polônia. O clube foi fundado em 1965, competindo inicialmente como Iskra Kielc na liga polonesa. Atualmente é uma da potências de seu país.

## Ligações Externas
- Sítio Oficial
- Club página na EHF
- Vive Targi Kielce no Facebook